# La 7 (Región de Murcia)
La 7 (anteriormente conocido como 7RM, 7 Región de Murcia y 7 Televisión Región de Murcia) es un canal de televisión en abierto español, el cual es el principal canal autonómico público de la Región de Murcia. Forma parte del Ente Público Radiotelevisión de la Región de Murcia, que gestiona la radio (Onda Regional de Murcia) y la televisión autonómica.

## Historia

### Etapa de GTM: 2006 - 2012
El antecedente de la actual televisión autonómica murciana se encuentra en Tele 3, un canal autonómico público que emitió entre el 21 y el 28 de enero de 1990, cuya emisión no fue más allá del período de pruebas.
Empezó su emisión en pruebas el 14 de abril de 2006, en Semana Santa, con las retransmisiones de las procesiones de Murcia, Cartagena y Lorca, solo por televisión analógica. A finales del mes de junio de 2006, también comenzó a emitir en TDT junto a otras televisiones autonómicas: Canal 6 (televisión del periódico La Verdad), Televisión Murciana y Popular TV.
Su programación fue aumentando hasta que el día 20 de septiembre comenzó a emitir las 24 horas del día y su programación definitiva comenzó el 23 de octubre de 2006.
Contó con programas informativos, debates, retransmisiones de liga de 1.ª División, 2.ª División y Liga de campeones; partidos de 2.ª División B de los equipos murcianos, así como presentadores conocidos como Antonio Hidalgo en Los 7 magníficos y en Gana tu suerte. Ha contado también con presentadores como Bertín Osborne, Carlos Sobera, Carlos Lozano, Manolo Giménez, Nani Gaitán, Ximo Rovira, Mónica Martínez, Irma Soriano o Neves Rodríguez.
Cuenta también con un segundo canal de alta definición en TDT llamado 7RM HD que inició sus emisiones el 19 de agosto de 2009 a través del canal 29 y que solo emitía en los municipios donde ya se había producido el apagón analógico en la Región de Murcia. Desde el día 23 de abril de 2010, semanas después del apagón analógico, emite en toda la Región de Murcia, siendo así la cuarta cadena de televisión en España que emite en Alta Definición.
A partir del apagón analógico de 2010 empezó a ser visible en zonas de provincias limítrofes, como es el caso de la ciudad de Alicante, donde los canales 29 y 60 de UHF quedaron liberados de las antiguas emisiones analógicas, permitiendo así que los niveles de señal de 7RM en estas zonas sean de calidad suficiente para una correcta recepción en formato digital.
Emite todos los programas creados por la cadena en formato panorámico (16:9), al igual que la publicidad.

### Etapa de transición: 2012 - 2015

#### Cese temporal de las emisiones en directo y de contenidos nuevos
La sociedad que gestionó la producción audiovisual, los informativos y la publicidad de 7RM desde su creación hasta el viernes 31 de agosto de 2012 fue Grupo Empresarial de Televisión de Murcia, S. A. (GTM).
El viernes 31 de agosto de 2012 se decide privatizar la cadena y rescindir el contrato con GTM, dejando sin empleo a casi 300 personas debido a un ERE.
Desde ese día, no se emiten informativos ni programas en directo. Solo se emiten programas repetidos, películas o series, a la espera de que se decida sobre el futuro de la cadena.

#### Reanudación de las emisiones en directo y de contenidos nuevos
El lunes 5 de noviembre de 2012, se recupera el informativo de las 20:30 y 14:30 horas; esta vez gestionado y realizado por las empresas Emurtel y Central Broadcaster Media y emitido desde las instalaciones de la antigua televisión local La Verdad TV. Mientras tanto, el resto de la programación seguía estando formada por reposiciones y emisiones de películas y series adquiridas por FORTA (algunas de estreno y otras ya emitidas por el canal).
El lunes 6 de mayo de 2013 el canal incluyó en su parrilla dos nuevos programas diarios producidos por productoras externas, las cuales debían buscar sus propios patrocinadores y financiación debido a que la cadena no se podía hacer cargo de los costes de los mismos. Estos programas son La cocina de Baró presentado por María Dolores Baró y Viva la vida presentado por Antonio Hidalgo. Unas semanas más tarde se fueron sumando a estos programas nuevos espacios (y algunos regresos producidos por otras productoras como las nuevas entregas de De la tierra al mar) para completar la programación del canal y disminuir así el número de reposiciones.
Se esperaba resolver el concurso para la adjudicación del contrato y gestión del canal durante los próximos años por un importe de doce millones de euros anuales en noviembre de 2014. Los grupos que participaron en este proceso fueron Secuoya, Mediapro, 360, GTM y Canal 8. En enero de 2015 estaba previsto el inicio de esa gestión y la recuperación del canal completamente con programación totalmente renovada.

### Primera etapa del Grupo Secuoya: 2015 - 2022
El 31 de marzo de 2015 se firmó el contrato con la productora Central Broadcaster Media S.L.U. (Grupo Secuoya) para la gestión del canal durante tres años (desde 2015 hasta 2018) con posibilidad de prórroga de otros tres años más. Un día después, el 1 de abril de 2015, comenzó la nueva etapa de la cadena con la puesta en marcha de los nuevos informativos, que recuperaron también las ediciones del fin de semana y festivos (en la etapa de transición solo se emitían de lunes a viernes sin incluir festivos).
El 1 de junio de 2015 el canal renovó su imagen corporativa, estrenando nuevo logotipo, y puso en marcha la nueva programación con la llegada de una gran cantidad de nuevos contenidos y unos nuevos informativos que estrenaban plató para ofrecer las últimas noticias de una forma más dinámica y moderna. También  se estrenó una nueva página web renovada que recuperaba la emisión en directo a través de internet de la producción propia de la emisora.
El 21 de septiembre de 2016 se firmó la prórroga del contrato por tres años más, con fecha de finalización el 30 de abril de 2020.
Desde el año 2020, la 7RM creó nuevos logos para sus versiones informativas correspondientes como es el caso del Tiempo (azul), Deportes (verde), así como en la versión informativa recupera el logo de 3 colores (naranja, celeste y azul marino).

#### Contrato de emergencia hasta 2021
A principios de 2020, se sacó a licitación el concurso para adjudicar un nuevo contrato, al expirar el vigente con el Grupo Secuoya. Sin embargo, puesto que la nueva adjudicataria tendría que comenzar las emisiones el 1 de mayo, se constató que no habría tiempo suficiente para realizar el proceso antes de esa fecha. El 3 de marzo, se declaró la tramitación del proceso por la vía de urgencia, en un intento de acortar los plazos y poder llegar a tiempo a la fecha del final del actual contrato. A esto se sumaría posteriormente la suspensión de plazos administrativos, de acuerdo al estado de alarma declarado con motivo de la pandemia de COVID-19; así como una serie de recursos judiciales presentados por una de las empresas que optaban al concurso, TCERO Estudios (formada por el Grupo Zambudio y Mediapro). Por ello, el 27 de marzo, se realiza un contrato de emergencia con la actual adjudicataria, para continuar prestando el servicio más allá del 30 de abril. El contrato preveía inicialmente una duración hasta el 30 de junio, siendo posteriormente ampliada su duración hasta el 31 de marzo de 2021.

### Segunda etapa del Grupo Secuoya: 2022 - Actualidad
Grupo Secuoya renueva su compromiso con la  cadena autonómica de la Región de Murcia. Así, La 7 y Grupo Secuoya, empresa que gestiona el canal autonómico, apuestan por mantener y potenciar un modelo que ha consolidado su audiencia por encima del 4,5% de cuota media de pantalla, seis veces mayor que en la etapa previa.
Para ello, La 7 ha apostado por llevar a cabo un cambio en su imagen corporativa, que mantiene los elementos que la han caracterizado durante los últimos años, aunque potenciando su cercanía y su aplicación digital. El nuevo logotipo ahora representa a ‘La 7’, despojándose de todos los 'apellidos' que la han acompañado en épocas anteriores, y acercándose más a cómo es conocida la cadena pública entre los ciudadanos de la Región. Además, el nuevo tratamiento del color y la textura del logotipo favorece su aplicación en el entorno digital. Además, se ha estrenado una página web completamente nueva que incluirá una revolucionaria plataforma de streaming en directo y a la carta.
En cuanto a la nueva programación, el directo y la cercanía a la actualidad siguen conformando la columna vertebral de la televisión de todos los murcianos, que emite en vivo cada día más de 13 horas seguidas. Todos los contenidos de la cadena, entre las 8:00 y las 21:00 horas, se emiten en riguroso directo desde los diferentes centros de producción de La 7.
Destaca el nuevo plató de los informativos, los cuales han recibido un importante reconocimiento al ser nominados al Mejor Informativo Nacional en los Premios Iris, que otorga la Academia de Televisión.
En el nuevo plató, se ha instalado una pantalla de última generación de 30 metros cuadrados que ayudan a los periodistas a adaptar las nuevas narrativas de La 7 Noticias. Este nuevo plató, además, ha visto reforzado con un nuevo espacio virtual dotado de la última tecnología 4K.
La programación también ha dado ya la bienvenida a algunos de los nuevos programas de La 7, como el esperado retorno de Ailoviu, el magazín vespertino que La 7 produce en colaboración con la UCAM, y que cada día presenta en directo Antonio Hidalgo. Fruto de esta colaboración también ha arrancado una nueva etapa el concurso diario El Pinchazo, al frente del cual se ha puesto Fran Sáez, quien además conduce todos los sábados y domingos ¡Vámonos!, un espacio de que apuesta por el deporte en todas sus versiones.
Encarna Talavera, jefa de Programas de La 7, se pone al frente cada día del gran equipo de reporteros de la cadena para contarnos todo lo que está pasando ese día en Murcia conecta, mientras que todas las mañanas, María Pina hace lo mismo en Quédate conmigo, el magazín matutino de la 7, dos programas que, junto a los espacios de servicio público Región de Murcia emplea, con Lorena Vera, y Corazón solidario, presentado por María José Ortiz, son fruto de la colaboración entre el Grupo Secuoya y el Grupo Vocento.
Los fines de semana, Alfonso de la Cruz y María José del Vas toman el testigo con Ya estamos todos, un programa que recorre toda la región de Murcia sin dejar un solo rincón para conocer las tradiciones, fiestas y gastronomía de todas las localidades.
La 7 también ultima el estreno de otras novedades en la franja de prime time que se unirán a los ya veteranos Oro molío, presentado por Alfonso de la Cruz; y El corazón de la fiesta, que, con Nazaret Navarro, acerca las festividades de toda la Región a los espectadores a través de la pequeña pantalla. También regresa a la antena el programa de entrevistas Entre mujeres, conducido por la periodista Tati García.
La cadena también apuesta una temporada más por Diario de sesiones, el espacio del parlamentarismo, que ahora está conducido por Antonio Gregorio Martínez; y por otros espacios ya emblemáticos, como Una economía para las personas, que analiza aspectos de la economía social, y Diario del campo, el programa que presenta todas las novedades del mundo rural y la actualidad del sector agrícola.

## Algunos contenidos emitidos por La 7

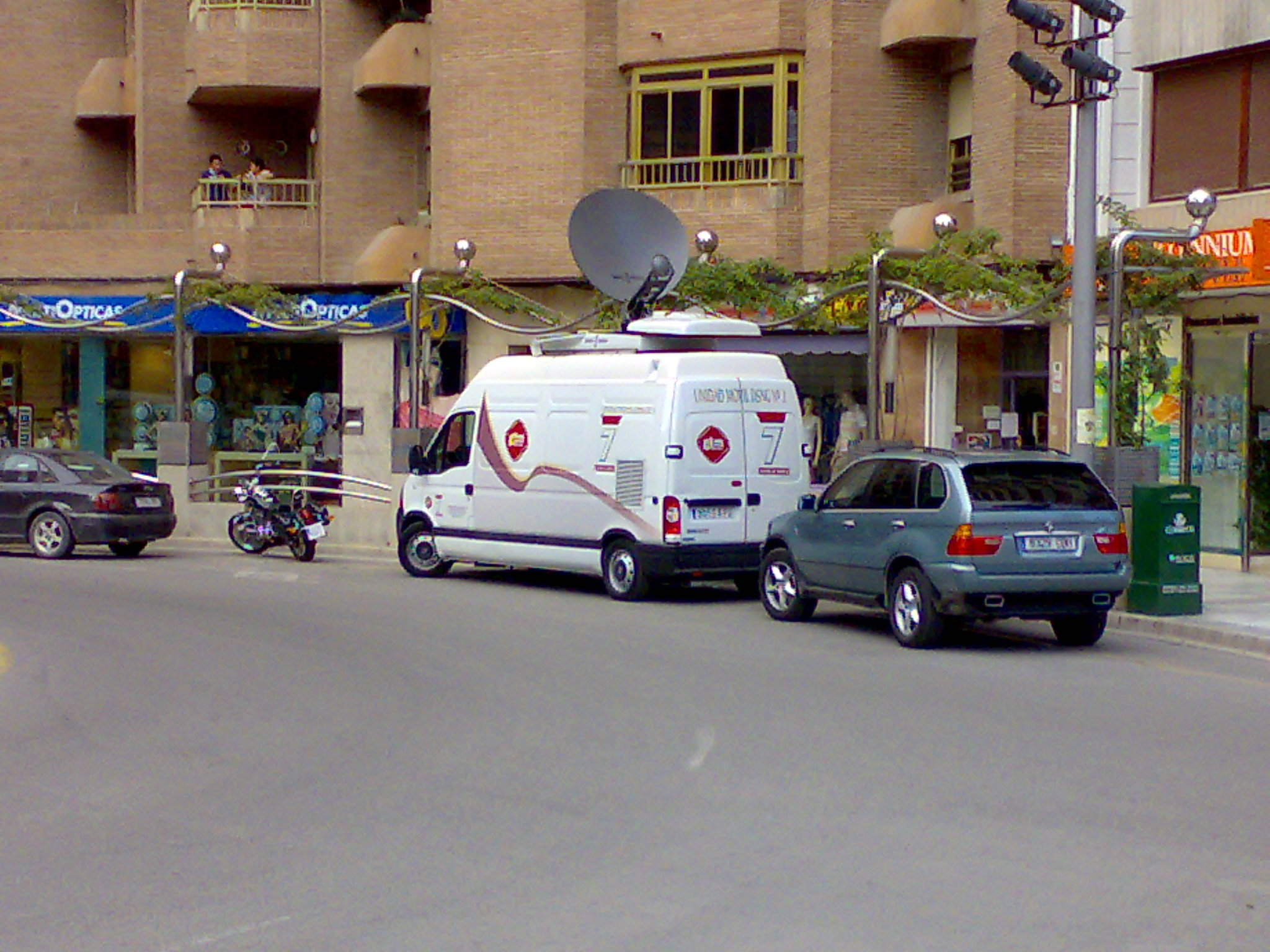
DSNG de 7RM en Lorca.

### Series Antiguas
- Nip Tuck
- Bonanza
- Crónicas Vampíricas
- El Virginiano
- Valeria.
- El Zorro: la espada y la rosa.
- Secreto de amor.
- Natalia del mar.
- La viuda joven.
- Terra Esperanza.
- Fiscal Chase
- Missing
- V: La batalla final.
- El guardián.
- La familia Monster hoy.
- Ninja Warrior.
- Water Rats.

### Programas actuales
- La 7 Noticias
- Ailoviu
- El Pinchazo
- Murcia conecta
- Quédate conmigo
- El corazón de la fiesta
- Oro molío
- Entre mujeres
- Ya estamos todos
- ¡Vámonos!
- Un paseo por...
- LaboratoiUM
- Región de Murcia emplea
- Corazón solidario
- Diario de sesiones
- Diario del campo
- El Último Peldaño

## Sede e instalaciones
La sede central está en la ciudad de Murcia, en las instalaciones de RTRM y el centro de producciones se encuentra en Molina de Segura.
- Sede central:
  - Calle de la Olma, 27-29. 30005 Murcia

- Centro de producciones:
  - Carretera Molina-Murcia, 22. 30500 Molina de Segura

## Logotipos

Usado desde 2006 hasta 2015
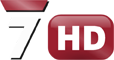
Variante del primer logotipo para la señal HD. Usado desde 2009 hasta 2015
Utilizado desde 2015 hasta septiembre de 2022.
Utilizado desde 2015 hasta septiembre de 2022.
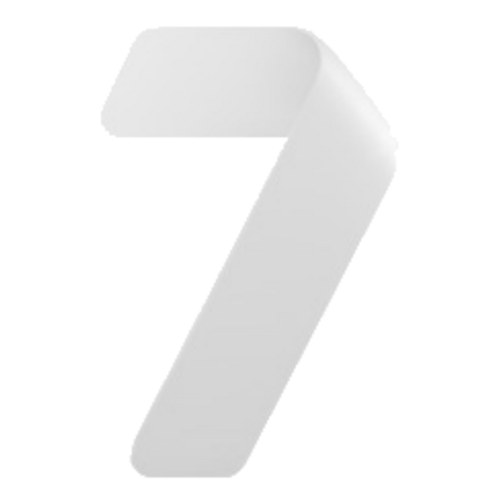
Para la señal de televisión en SD. Actualmente en uso desde 2015.
Para la señal de televisión en HD. Usado desde 2015 hasta septiembre del 2022.
Actualmente en uso desde septiembre de 2022. (Solo como imágen corporativa).
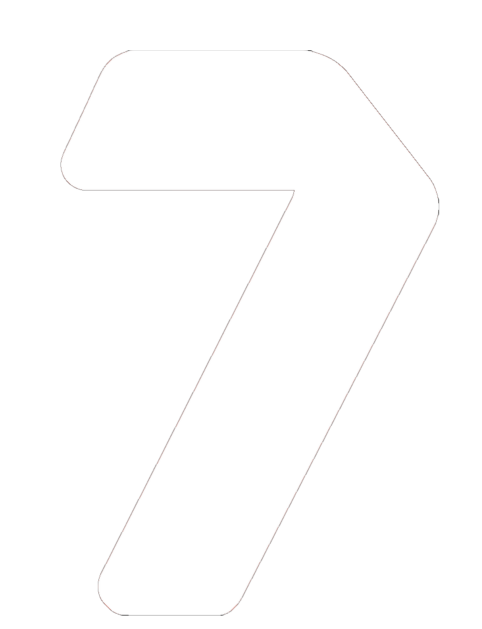
Para señal de TV en HD a partir de septiembre de 2022

## Audiencias
Evolución de la cuota de pantalla mensual, según las mediciones de audiencia elaboradas por Kantar Media. Los datos de audiencia se refieren sólo al territorio de la Región de Murcia.
| Año  | Enero     | Febrero   | Marzo     | Abril     | Mayo      | Junio     | Julio     | Agosto    | Septiembre | Octubre   | Noviembre | Diciembre | Media anual |
| ---- | --------- | --------- | --------- | --------- | --------- | --------- | --------- | --------- | ---------- | --------- | --------- | --------- | ----------- |
| 2006 |           |           |           | Sin datos | Sin datos | Sin datos | Sin datos | Sin datos | Sin datos  | Sin datos | 1,4 %     | 1,6 %     | 1,5 %       |
| 2007 | 1,7 %     | 1,8 %     | 1,8 %     | 2,8 %     | 3,0 %     | 3,2 %     | 2,9 %     | 2,6 %     | 3,1 %      | 3,2 %     | 3,5 %     | 4,2 %     | 2,8 %       |
| 2008 | 4,0%      | 4,0%      | 3,8%      | 3,7%      | 3,9%      | 3,6%      | 3,7%      | 4,2%      | 4,4%       | 4,5%      | 4,4%      | 5,1%      | 4,1%        |
| 2009 | 5,4%      | 5,5%      | 5,6%      | 5,6%      | 4,5%      | 4,0%      | 3,8%      | 4,5%      | 4,6%       | 5,5%      | 5,9%      | 6,3%      | 5,1%        |
| 2010 | 5,8%      | 5,2%      | 5,6%      | 5,0%      | 4,1%      | 3,9%      | 3,2%      | 4,2%      | 4,4%       | 4,1%      | 4,8%      | 4,9%      | 4,6%        |
| 2011 | 4,5%      | 4,7 %     | 4,8%      | 5,2 %     | 4,9 %     | 3,9 %     | 3,1 %     | 3,3 %     | 3,5 %      | 3,2 %     | 3,4%      | 3,5 %     | 4,0 %       |
| 2012 | 3,7 %     | 3,5 %     | 3,8 %     | 4,4 %     | 3,2 %     | 2,8 %     | 3,0 %     | 2,7 %     | 1,2 %      | 0,8 %     | 0,7 %     | 0,7 %     | 2,5 %       |
| 2013 | 0,8 %     | 0,8 %     | 1,0 %     | 1,1 %     | 1,0 %     | 1,0 %     | Sin datos | Sin datos | Sin datos  | Sin datos | Sin datos | Sin datos | 0,9%        |
| 2014 | Sin datos | Sin datos | Sin datos | Sin datos | Sin datos | Sin datos | Sin datos | Sin datos | Sin datos  | Sin datos | Sin datos | Sin datos | Sin datos   |
| 2015 | Sin datos | Sin datos | Sin datos | Sin datos | Sin datos | Sin datos | Sin datos | Sin datos | Sin datos  | Sin datos | Sin datos | Sin datos | Sin datos   |
| 2016 | 1,9 %     | 2,1̤ %     | 2,4 %     | 2,2 %     | 2,0 %     | 2,2 %     | 2,8 %     | 2,7 %     | 2,7 %      | 2,6 %     | 2,4 %     | 3,0 %     | 2,4 %       |
| 2017 | 2,9 %     | 2,8 %     | 2,5 %     | 2,9 %     | 2,5 %     | 2,7 %     | 2,4 %     | 2,7 %     | 2,6 %      | 2,2 %     | 3,2 %     | 2,6 %     | 2,7 %       |
| 2018 | 2,6 %     | 3 %       | 3,1 %     | 3,8 %     | 3,1 %     | 2,9 %     | 2,5 %     | 3 %       | 3,1 %      | 2,6 %     | 2,7 %     | 2,6 %     | 2,9 %       |
| 2019 | 2,5 %     | 2,9 %     | 2,8 %     | 3,3 %     | 2,6 %     | 2,5 %     | 2,5 %     | 2,4 %     | 4,4 %      | 2,5 %     | 2,4 %     | 2,7 %     | 2,8 %       |
| 2020 | 3,0 %     | 2,9 %     | 4,2 %     | 3,6 %     | 3,6 %     | 3,9 %     | 4,6 %     | 4,3 %     | 4,7 %      | 5,0 %     | 4,7 %     | 4,1 %     | 4,1 %       |
| 2021 | 5,0 %     | 4,7 %     | 4,5 %     | 4,2 %     | 4,2 %     | 4,1 %     | 4,8 %     | 4,8 %     | 4,6 %      | 4,5 %     | 4,5 %     | 4,4 %     | 4,5 %       |
| 2022 | 4,7 %     | 4,5 %     | 4,4 %     | 5,9 %     | 5,2 %     | 4,1 %     | 3,4 %     | 3,4 %     | 3,7 %      | 4,2 %     | 4,4 %     | 4,1 %     | 4,4 %       |
| 2023 | 3,8 %     | 4,3 %     | 3,6 %     | 4,2 %     | 4,2 %     | 3,8 %     | 3,7 %     | 4,5 %     | 4,3 %      | 3,8 %     | 3,3 %     | 3,0 %     | 3,9 %       |
| 2024 | 3,4 %     | 4,1 %     | 3,2 %     | 3,7 %     | 3,3 %     | 2,9 %     | 2,4 %     | 2,8 %     | 3,0 %      | 3,1 %     | 2,5 %     | 2,6 %     | 3,1 %       |

1. 1 2 3 4 5 6 7  Aunque el canal comenzó sus emisiones el 14 de abril de 2006, Radiotelevisión de la Región de Murcia (RTRM) no se incorporó al sistema de medición de audiencias de TNS - Sofres (la actual Kantar Media) hasta el 1 de noviembre de 2006, de manera que la audiencia del canal se comenzó a medir por primera vez en noviembre de 2006.[19]
2. ↑  La media de audiencia del año 2006 solo tiene en cuenta los meses de noviembre y diciembre de 2006, debido a que son los únicos meses en los que se realizó medición de audiencias ese año.
3. 1 2 3 4 5 6 7 8 9 10 11 12 13 14 15 16 17 18 19 20 21 22 23 24 25 26 27 28 29 30 31 32  Desde el 1 de julio de 2013, Radiotelevisión de la Región de Murcia (RTRM) decidió abandonar el sistema de medición de audiencias televisivas, que en España lleva a cabo la empresa Kantar Media. De esta manera, se dejaron de abonar las tasas para la medición de audiencias con el fin de reducir los gastos del canal durante su etapa de transición hasta la puesta en marcha del nuevo modelo de televisión autonómica implantado en 2015.[37] Seis meses después del inicio de la nueva etapa de la cadena, el 1 de enero de 2016 el canal se unió de nuevo al sistema de medición de audiencias de kantar Media volviendo a pagar la cuota que le da derecho a conocer el grado de éxito de sus emisiones.
4. ↑  La media de audiencia del año 2013 solo tiene en cuenta los seis primeros meses del año, desde enero hasta junio de 2013, debido a que el canal abandonó el sistema de medición de audiencias televisivas de Kantar Media el 1 de julio de 2013 con el fin de ahorrar costes.